# Paulo Cézar Lima
Paulo Cézar Lima (Rio de Janeiro, 16 juni 1949), beter bekend onder zijn spelersnaam Paulo Cézar Caju, is een voormalig Braziliaans voetballer. Hij kwam uit voor diverse clubs, voornamelijk uit Rio de Janeiro, en kwam tot 58 interlands voor Brazilië.

## Biografie
Caju bracht als kind jaren door in Honduras toen zijn vader trainer was van CD Olimpia. Zelf begon hij zijn carrière bij Botafogo en won er in het eerste seizoen al het Campeonato Carioca mee. Een jaar later verlengde de club de titel en werd ook landskampioen in de Taça Brasil. In 1971 verloor Botafogo de titel aan Fluminense. Caju kreeg de schuld hiervan en moest vertrekken. Hij ging naar stadsrivaal Flamengo, waarmee hij in 1972 en 1974 kampioen werd. 
In 1974 trok hij met Brazilië naar het WK in West-Duitsland. Daar werd hij opgemerkt door Olympique Marseille en ging daar een seizoen spelen en won er de Coupe de France mee. Na één seizoen in Europa keerde hij terug en ging bij Fluminense spelen waarmee hij meteen twee keer op rij de staatstitel won en ook enkele vriendschappelijke toernooien. Ook bij Grêmio won hij twee keer op rij de staatstitel. Na enkele omzwervingen beëindigde hij in 1983 zijn carrière bij Grêmio en deed dat in schoonheid door wereldkampioen clubteams te worden, al trad hij zelf niet aan in de finale tegen HSV. 
1 Félix ·
2 Brito ·
3 Piazza ·
4 Carlos Alberto  ·
5 Clodoaldo ·
6 Marco Antônio ·
7 Jairzinho ·
8 Gérson ·
9 Tostão ·
10 Pelé ·
11 Rivellino ·
12 Stinghen ·
13 Roberto ·
14 Baldocchi ·
15 Fontana ·
16 Everaldo ·
17 Joel ·
18 Paulo Cézar Caju ·
19 Edu ·
20 Dario ·
21 Zé Maria ·
22 Leão ·
Coach: Zagallo